# داني روبرتس
داني روبرتس (بالإنجليزية: Danny Roberts)‏ (12 نوفمبر 1975 بتشيلمسفورد في المملكة المتحدة - ) هو لاعب كرة قدم بريطاني في مركز الوسط. لعب مع كولتشستر يونايتد وهيبريدج سويفتس ونادي تشيلمسفورد وهارويتش وباركستون ‏ وويفنهو تاون ‏ وF.C. Clacton ‏ وغرايز أتلاتيك ‏ وSudbury Town F.C. ‏.

## وصلات خارجية
- داني روبرتس على موقع قاعدة بيانات كرة القدم.إي يو (الإنجليزية)